# Хадсон (Вајоминг)
Хадсон (енгл. Hudson) град је у америчкој савезној држави Вајоминг.

## Демографија
По попису из 2010. године број становника је 458, што је 51 (12,5%) становника више него 2000. године.
| Група             | 2000.       | 2010.       |
| Белци             | 367 (90,2%) | 404 (88,2%) |
| Афроамериканци    | 1 (0,2%)    | 0 (0,0%)    |
| Азијати           | 0 (0,0%)    | 0 (0,0%)    |
| Хиспаноамериканци | 20 (4,9%)   | 17 (3,7%)   |
| Укупно            | 407         | 458         |